# Банда Спильника — Собковича
Банда Спильника — Собковича (банда «морских котиков») — жестокая банда бывших спецназовцев, осуществлявшая преступную деятельность в 2000 — 2001 годах в Калининградской области.

## Создание банды
На протяжении почти всей преступной деятельности в банду входило всего два человека. Алексей Спильник и Артём Собкович вместе выросли в посёлке Чкаловск Калининградской области. Также они вместе проходили армейскую службу в спецподразделении морской разведки, готовящем водолазов-разведчиков (так называемых «морских котиков»). После демобилизации Собкович и Спильник устроились на работу охранниками в одну крупную компанию, но через какое-то время оба уволились. Бывшие спецназовцы мечтали о богатстве и жить на одну зарплату не хотели. Спильник предложил Собковичу ограбить банк или инкассаторский автомобиль, тот согласился. Спильник и Собкович понимали, что вдвоём осуществить задуманное им не удастся, и решили собрать из своих знакомых спецназовцев банду из нескольких человек. Но до этого они принялись добывать оружие.

## Преступления банды
Первым объектом нападения «морские котики» выбрали военный аэродром Чкаловска. Спильник и Собкович несколько дней вели наблюдение за ним, изучили режим караульной службы, обеспечили пути отхода. Из оружия у них были только два водолазных клинка, украденные ими из армии, и авиационные болты.
25 августа 2000 года Спильник и Собкович совершили нападение на стрелка ВОХРа, охранявшего военный аэродром. Бывшие спецназовцы незаметно подкрались к часовому. Собкович потребовал у него отдать карабин, сказав при этом, чтобы он не боялся, что они заберут оружие и уйдут. Но когда часовой отдал карабин Симонова бандитам, те избили его авиационными болтами и убили. Тело убитого спрятали в лесу в овраге.
19 сентября бандиты совершили нападение на автостоянку, где дежурили 2 сотрудника вневедомственной охраны, рассчитывая добыть там два пистолета и рацию. Сначала они бросили на стоянку несколько хлопушек, а когда сотрудники вневедомственной охраны вышли на шум, «морские котики», угрожая карабином, заставили их лечь на пол, после чего убили обоих.
Оружия у убитых не было, и добычей убийц стали лишь две рации и несколько стереосистем из автомобилей. Перед уходом «морские котики» подожгли здание автостоянки.
Через три дня бандиты убили внештатного сотрудника ГИБДД и похитили у него рацию.
Далее «морские котики» совершили несколько нападений на часовых воинских частей. Все нападения объединяла хорошая подготовка. Бандиты тщательно выбирали места будущих преступлений, время нападений, вычисляли количество часовых, время смены караула, сооружали и маскировали засады, выкапывали схроны для трупов, готовили «рогатки» для лазеек через проволоку.
9 октября «морские котики» напали на часового Андрея Полева в в/ч у города Ладушкина. Спильник и Собкович продумали все до мелочей. На этот раз Спильник должен был застрелить часового, а Собкович страховать. Подойдя к Полеву с карабином в руках, Спильник выстрелил и потребовал у часового автомат, но Полев открыл ответный огонь по бандитам, и тем пришлось ретироваться.
Вечером 12 мая 2001 года Спильник и Собкович совершили нападение на часового Дмитрия Каплина, охранявшего авиасклад у посёлка Прохладное. До этого бандиты не только соорудили и замаскировали две засады, но и выкопали специальный схрон, чтобы спрятать тело часового. На этот раз бандиты открыли огонь из засады. Раненый часовой стал стрелять по нападавшим, но потом потерял сознание, и бандиты его добили. «Морские котики» похитили его автомат, но спрятать тело убитого им не удалось, на место боя прибыла группа вооружённых людей из воинской части, привлечённых выстрелами, и бандиты убежали в лес. Дмитрий Каплин посмертно был награждён орденом Мужества.
Однажды, заправляя свой автомобиль, бандиты обратили внимание на то, что после 20 часов машин на заправке мало, и из людей там остаётся 1 милиционер и женщина-оператор. У Спильника и Собковича возник план — убить обоих, забрать пистолет и ограбить кассу. «Морские котики» оборудовали в кустах тайник, куда спрятали автомат.
10 июля бандиты с автоматом ждали в засаде, когда милиционер и оператор выйдут на улицу. Дождавшись, они расстреляли обоих. Милиционер Александр Угрюмов погиб, а женщина, получив несколько ранений, лежала без движения. Решив, что они убили её, бандиты проникли в здание АЗС. Собкович и Спильник успели украсть только радиостанцию и пистолет, деньги взять не успели, побоялись случайных свидетелей. Убийцы пересекли поле за заправкой и скрылись в лесу.
Готовясь к очередному нападению на часового в Рябиновке, Спильник и Собкович около недели изучали местность, разрабатывали план. Заметив, что в окрестности часто приезжают отдыхать люди, бандиты заодно решили поживиться. 1 августа Спильник и Собкович подкараулили автомобиль, внутри которого находились мужчина и женщина. Подойдя к автомобилю, Собкович два раза выстрелил в мужчину, а Спильник держал дверь, не выпуская пассажирку. Раненый водитель просил не убивать его, но Собкович его добил. Женщина была в истерике, Собкович её успокоил, а затем выстрелил ей в голову. Убийцы обыскали трупы, на этот раз их добычей стала небольшая сумма денег. Тела отвезли в Рябиновку и закопали в приготовленной яме, машину убитых сожгли.
22 августа бандиты совершили очередное нападение. На посту у посёлка Рябиновка, где расположены склады боеприпасов Балтфлота, бандитами были расстреляны матросы Роман Полуэктов и Николай Захаров. Из заранее подготовленного укрытия Собкович и Спильник расстреляли часовых несколькими очередями, а после этого произвели контрольные выстрелы в голову своих жертв. Убийцы похитили два автомата АК-74, 4 магазина с патронами и два штык-ножа.
Всё похищенное оружие и экипировка хранились «морскими котиками» в нескольких замаскированных, специально оборудованных тайниках в лесу. Там было огнестрельное и холодное оружие, взрывчатые вещества, патроны.
В октябре 2001 года в банду вступил бывший десантник Павел Борисенко. Он принял участие в последнем преступлении «морских котиков».
26 октября трое бандитов направились в сторону озера у посёлка Холмогоровка, там стоял автомобиль, в котором сидели мужчина и женщина. Разбив окно со стороны водителя, Собкович выстрелил в мужчину. Затем приказал лечь на землю женщине и выстрелил ей в голову. Обыскав машину, бандиты похитили из неё деньги и ценности. Трупы закопали в Дунаевке, машину сожгли.
Итог деятельности банды — 12 убийств.

## Расследование
Милиционерам, расследовавшим преступление «морских котиков», было ясно, что бандиты имеют очень хорошую подготовку. Было принято решение проверить всех жителей Калининградской области, имеющих отношение к спецподразделениям. Через эту проверку прошли десятки тысяч людей, отслеживался их образ жизни, полностью проверялось алиби.
Параллельно следственная группа вела аналитическую работу. В конечном итоге следователи пришли к выводу, что преступники базируются в Чкаловске.
Расследуя преступления «морских котиков», милиционеры вышли на банду некого Юрия Александрова. Эта банда была задержана, у её участников было изъято оружие.
Следователи, продолжая проверку людей, имеющих отношение к спецподразделениям, проанализировали биографии личного состава подразделения «Парус» и вышли на Собковича и Спильника. За ними было установлено наблюдение. Когда у милиции появились доказательства виновности бандитов, «морские котики» были задержаны.

## Суд
Калининградским областным судом «морские котики» были признаны виновными в убийствах, разбоях, бандитизме, хищении оружия, умышленном уничтожении имущества, кражах, приготовлении и покушении на преступление, похищении документов и других преступлениях.
Спильник был приговорён к пожизненному лишению свободы. Борисенко, учитывая то, что он принимал участие только в одном преступлении, сам никого не убивал и полностью во всём признался, получил 10 лет лишения свободы.
Собкович, находясь в СИЗО, умело симулировал помешательство. Калининградские психиатры 3 раза направляли его в московский Институт судебной психиатрии имени Сербского. Но однажды, очевидно, устав от симулирования и нахождения в психбольницах, Собкович признался в том, что он изображал сумасшествие. Впоследствии он был приговорён к пожизненному лишению свободы и позже этапирован в колонию «Полярная сова» в Ямало-Ненецком автономном округе.
Через два года после приговора Спильник был найден мёртвым в своей одиночной камере. По официальной версии, причиной его смерти была передозировка наркотиков.

## В массовой культуре
- Документальный фильм «Профессионалы» из цикла «Криминальные хроники»